# سلاح متفجر

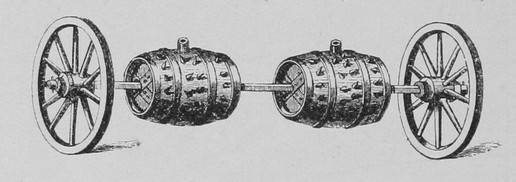
صورة لسلاح متفجر

الأسلحة المتفجرة تستخدم المتفجرات عادة متفجرات شديدة الانفجار في نقطة التفجير ويمكن تقسيم الأسلحة المتفجرة من خلال طريقة تصنيعها إلى ذخائر متفجرة وأجهزة متفجرة. يشار في بعض الأحيان إلى أنواع معينة من الذخائر المتفجرة والعديد من الأجهزة المتفجرة في إطار المصطلح العام للقنبلة.
عندما تفشل الأسلحة المتفجرة في العمل على النحو المصمم غالباً ما تترك كذخائر غير منفجرة.

## نبذة
تعتبر الأسلحة المتفجرة بشكل عام حكرا على الجيش لاستخدامها في حالات النزاع المسلح ونادرا ما تستخدم لأغراض الأمن الداخلي.
يمكن تصنيف أنواع معينة من الأسلحة المتفجرة على أنها أسلحة خفيفة مثل:
- قاذفات قنابل يدوية معلقة باليد
- منصات قاذفة محمولة
- قاذفات محمولة لأنظمة القذائف
- الصواريخ المضادة للدبابات
- قاذفات محمولة لأنظمة الصواريخ المضادة للطائرات
- قذائف الهاون عيارات أقل من 100 مم.[3]

كما يتم تصنيف العديد من الأسلحة المتفجرة كأسلحة ثقيلة مثل:
- قنابل الطائرات
- نظم الصواريخ
- المدفعية
- مدافع الهاون الكبيرة أكبلا من 100 مم.

وإذا أخذنا في الاعتبار فإن البروتوكول الثاني المعدل والبروتوكول الخامس لاتفاقية الأمم المتحدة بشأن الأسلحة التقليدية ينشئان مسؤولية على مستعملي الأسلحة المتفجرة لتسجيل المعلومات المتعلقة باستخدامهم لهذه الأسلحة والاحتفاظ بها (بما في ذلك موقع الاستخدام والنوع والكمية).
تخضع أنواع معينة من الأسلحة المتفجرة للحظر في المعاهدات الدولية. يحظر إعلان سانت بطرسبرغ لعام 1868 استخدام بعض مقذوفات البنادق الانفجارية. وقد تطور هذا الحظر إلى حظر «الرصاص المتفجر» بموجب القانون الإنساني الدولي الملزم لجميع الدول. كما تحظر معاهدة حظر الألغام لعام 1997 واتفاقية الذخائر العنقودية لعام 2008.
في النزاعات المسلحة تنطبق القواعد العامة للقانون الإنساني الدولي التي تنظم سير الأعمال العدائية على استخدام جميع أنواع الأسلحة المتفجرة كوسائل أو أساليب للحرب.
أعرب الأمين العام للأمم المتحدة عن قلقه المتزايد إزاء «الأثر الإنساني للأسلحة المتفجرة خاصة عند استخدامها في المناطق المكتظة بالسكان».
أعلن رئيس اللجنة الدولية للصليب الأحمر جاكوب كيلنبرغر أن «العمليات الرئيسية للجنة الدولية للصليب الأحمر في عام 2009 - في قطاع غزة وسري لانكا - قدمت توضيحات صارخة عن العواقب الإنسانية المدمرة المحتملة للعمليات العسكرية التي تتم في مناطق مكتظة بالسكان خاصة عندما تستخدم الأسلحة الثقيلة أو شديدة الانفجار».
وفقا لمنظمة العمل البريطانية غير الحكومية بشأن العنف المسلح عندما تستخدم الأسلحة المتفجرة في المناطق المأهولة (المدن والقرى والأحياء السكنية) فإن الغالبية العظمى (91 ٪ في عام 2012) من الإصابات المباشرة هي من المدنيين.
كما أن العمل على العنف المسلح رسم أيضا ارتفاع كبير في استخدام التفجيرات الانتحارية والأجهزة المتفجرة عالميا. وأظهرت بياناتهم عدد المدنيين الذين قتلوا أو جرحوا بسبب السيارات والتفجيرات الانتحارية وغيرها من الأجهزة المتفجرة التي ارتفعت بنسبة 70٪ في السنوات الثلاث حتى عام 2013.